# Крунер

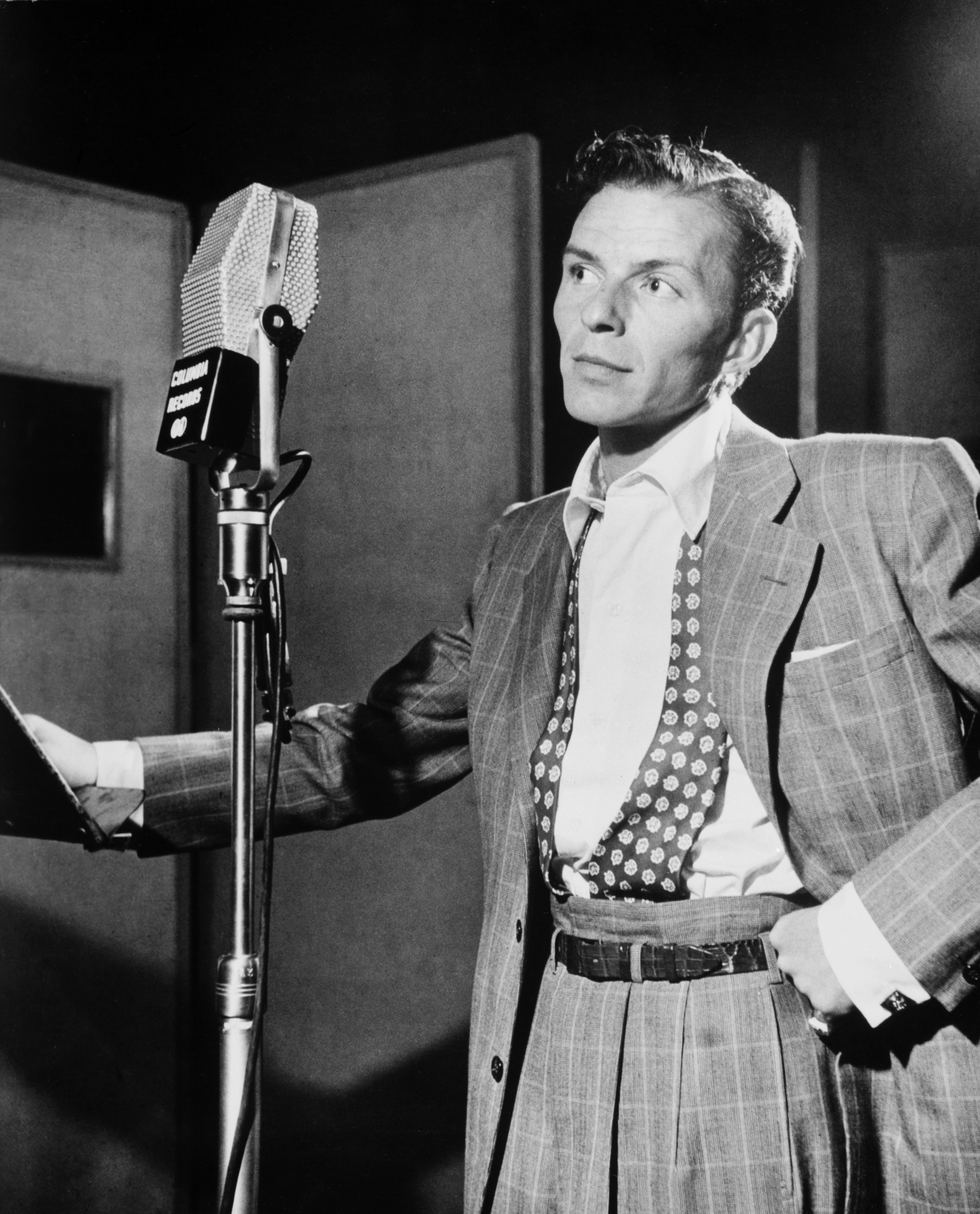
Фрэнк Синатра, 1947 год

Кру́нер (англ. crooner — от croon «напевать вполголоса, тихо и проникновенно») — эстрадный певец, придерживающийся эстетики крунинга — манеры пения, представляющей собой нечто среднее между пением вполголоса («себе под нос») и ритмической декламацией. Данная манера пения сформировалась в США и характерна для традиционной поп-музыки.
Быстрое и массовое развитие крунинга связывают со стремительным развитием звукоусилительной техники начиная с 1920-х годов. Пение без усиления (например, в оперном театре) требовало от певца грудного регистра, владения дыханием, физической силы голоса. Чувствительное усиление микрофона позволило певцам прикладывать меньше дыхания к голосовым связкам, производить «интимный» тихий звук, в том числе (и особенно) в низком регистре.
До середины 1940-х многие крунеры выступали в сопровождении биг-бэндов. Характерными особенностями крунинга являются непринуждённое звукоизвлечение, повествовательная и элегантная подача материала, присказки и имитация разговора в паузах между куплетами. Тембральная насыщенность голоса также играет особую роль.
В репертуаре большинства крунеров важное место занимают джазовые стандарты, лирико-романтические баллады, салонно-танцевальная и прочая «лёгкая музыка» (англ. easy listening), мелодии из мюзиклов и кинофильмов.
Крунинг был особенно распространён с 1920-х годов примерно до середины XX века у эстрадных артистов США. К числу первых крунеров принадлежали Руди Валле, Бинг Кросби, Расс Колумбо и Джин Остин, чья запись 1927 года «My Blue Heaven» стала визитной карточкой новой манеры исполнения и побила рекорды продаж. 
Из первого поколения наибольший успех сопутствовал Бингу Кросби, который к середине 1930-х годов считался «крунером номер один». Во второй половине 1940-х годов первенство в американских чартах перешло к Фрэнку Синатре; огромный успех также имели Перри Комо, Дин Мартин, Нэт Кинг Коул, Тони Беннетт, Энди Уильямс. Элементы крунинга использовали также вокальные коллективы — The Ink Spots, позднее The Platters и др. 
В Европе в крунерской манере работали Энгельберт Хампердинк, Джо Дассен, Хулио Иглесиас, Карел Готт. «Советскими крунерами» иногда называют таких исполнителей, как Леонид Утёсов, Марк Бернес, Иосиф Кобзон. 